# Seebeckwerft
Pour les articles homonymes, voir Seebeck.
Seebeckwerft A.G. était une entreprise de construction navale allemande située à Bremerhaven, à l’embouchure de la Weser. Fondée en 1876, elle est devenue plus tard l’une des principales entreprises de construction navale de la région.

## Historique
Seebeckwerft a été fondée en 1876 à Bremerhaven par Georg Seebeck (1845-1928), un jeune dinandier, né à Brake sur la rivière Lower-Weser. En 1876, Georg Seebeck fonde un petit atelier de transformation des métaux à Geestemünde, une partie de la ville de Bremerhaven. En 1879, le premier navire a été construit, un petit bateau à vapeur.
En 1928, le Seebeckwerft est devenu membre du DeSchiMAG, une coopération de plusieurs chantiers navals allemands sous la direction du chantier naval de Brême AG Weser. Après la Seconde Guerre mondiale, le Deschimag a été dissous et Seebeckwerft est devenu une filiale de AG Weser, maintenant nommée AG Weser Seebeckwerft.
Pendant la Seconde Guerre mondiale, Seebeckwerft a construit 16 sous-marins de type IX pour la Kriegsmarine.
En 1988, la société a fusionné avec Schichau Unterweser pour devenir Schichau-Seebeckwerft.

## Navires construits par Seebeckwerft (sélection)

### Navires de guerre
- Sous-marins (U-boote) : 16 sous-marins de type IX (1939 à 1944)

### Navires civils
Ferries : Quatre traversiers ont été conçus et construits par le chantier dans les années 1980 pour TT-Line.
- M/S Olau Hollandia (1981)
- M/S Olau Britannia (1982)
- M/S Peter Pan (1986)
- M/S Nils Holgersson (1987)

La conception du Koningin Beatrix (1986) a également été réalisée par A.G. Weser Seebeckwerft, mais il a été construit à Van der Giessen de Noord. Son design est similaire à celui des Peter Pan (1986) et Nils Holgersson (1987). Deux autres navires ont été construits sur la base de cette conception dans ce qui était maintenant le Schichau Seebeckwerft après la fusion, les Olau Hollandia (1989) et Olau Britannia (1990).